# Торслов, Рагнви
Рагнви Торслов (швед. Ragnvi Torslow; 1901-1947) — фигуристка из Швеции, пятикратная чемпионка Швеции в женском одиночном катании 1920—1924 годов, чемпионка Швеции 1920 года в парном катании. Выступала в паре с Кайем аф Экстрёмом.

## Спортивные достижения

### Женщины
| Соревнования/Сезоны | 1918 | 1919 | 1920 | 1921 | 1922 | 1923 | 1924 |
| ------------------- | ---- | ---- | ---- | ---- | ---- | ---- | ---- |
| Чемпионаты Швеции   | 2    | 3    | 1    | 1    | 1    | 1    | 1    |

### Пары
| Соревнования/Сезоны | 1918 | 1919 | 1920 |
| ------------------- | ---- | ---- | ---- |
| Чемпионаты Швеции   | 2    | 2    | 1    |